# Francesco Peretti di Montalto

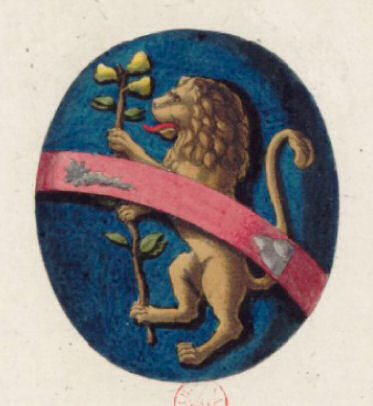
Stemma della famiglia Peretti di Montalto.

Francesco Peretti di Montalto, II principe di Venafro, indicato anche col cognome di Damasceni Peretti (Roma, 1595 – Roma, 4 maggio 1655), è stato un cardinale e arcivescovo cattolico italiano.

## Biografia
Di famiglia nobile, era principe romano, principe di Venafro, patrizio veneto, marchese di San Martino, conte di Celano, barone di Pescina, signore di San Rufino, San Benedetto dei Marsi, Aschi, Cocullo, Venere, Cerchio, Lecce dei Marsi, Gioia dei Marsi, Bisegna, San Sebastiano, Sperone, Ortucchio, Torrimpietra, Palidoro, Tor Lupara e Mentana. Era l'ultimo discendente maschio della famiglia di papa Sisto V (fratello della sua bisnonna) e figlio del principe Michele Damasceni Peretti, I principe di Venafro e della sua prima moglie, la nobildonna milanese Margherita Cavazzi della Somaglia.
Il padre lo spinse ad ammogliarsi ancora molto giovane, pescando tra la nobiltà romana, e Francesco scelse come propria sposa la principessa Anna Maria Cesi, figlia del duca di Ceri Andrea, ma quando la presentò al padre, quest'ultimo, rimasto da poco vedovo, se ne innamorò perdutamente, rompendo gli accordi organizzati per il figlio e rivolgendoli sulla sua persona. Francesco, scoraggiato e deluso, scappò di casa e si imbarcò per un lungo viaggio. Per non sentire più parlare di nozze, in seguito, decise di abbracciare la carriera ecclesiastica prendendo gli ordini sacri.
Il 16 dicembre 1641 papa Urbano VIII lo creò cardinale. Il 10 febbraio dell'anno successivo ricevette il titolo di San Girolamo degli Schiavoni.
Il 30 maggio 1650 fu eletto arcivescovo di Monreale e consacrato il 7 giugno dello stesso anno da papa Innocenzo X, senza ad ogni modo prendere mai possesso effettivamente della sua cattedra episcopale.
Partecipò ai conclavi del 1644 e del 1655, che elessero Innocenzo X e Alessandro VII.
Il 4 maggio 1655, alle 5.00 di mattina, morì nel suo palazzo romano presso la chiesa di San Lorenzo in Lucina. Venne sepolto il 7 maggio di quello stesso anno nella cappella fatta erigere da Sisto V nella basilica di Santa Maria Maggiore.

## Albero genealogico
|                                                                 |                                                                    |                                                                    | Genitori                                  |  |  | Nonni |  |  | Bisnonni |  |  | Trisnonni |  |
|                                                                 |                                                                    |                                                                    |                                           |  |  |       |  |  | …        |  |  | …         |  |
|                                                                 |                                                                    |                                                                    |                                           |  |  |       |  |  | …        |  |  | …         |  |
|                                                                 |                                                                    | …                                                                  |                                           |  |  |       |  |  | …        |  |  |           |  |
| Fabio Damasceni                                                 |                                                                    |                                                                    |                                           |  |  |       |  |  | …        |  |  |           |  |
|                                                                 |                                                                    | …                                                                  | …                                         |  |  |       |  |  |          |  |  |           |  |
|                                                                 |                                                                    | …                                                                  | …                                         |  |  |       |  |  |          |  |  |           |  |
|                                                                 |                                                                    | …                                                                  | …                                         |  |  |       |  |  |          |  |  |           |  |
| Michele Damasceni Peretti, I principe di Venafro                |                                                                    | …                                                                  |                                           |  |  |       |  |  |          |  |  |           |  |
|                                                                 |                                                                    | Giambattista Mignucci                                              | Tullio Mignucci                           |  |  |       |  |  |          |  |  |           |  |
|                                                                 |                                                                    | Giambattista Mignucci                                              | Tullio Mignucci                           |  |  |       |  |  |          |  |  |           |  |
|                                                                 |                                                                    | Giambattista Mignucci                                              | …                                         |  |  |       |  |  |          |  |  |           |  |
| Maria Felice Mignucci Peretti                                   |                                                                    | Giambattista Mignucci                                              |                                           |  |  |       |  |  |          |  |  |           |  |
|                                                                 |                                                                    | Camilla Peretti, marchesa di Venafro                               | Francesco Pier Gentile Peretti Ricci      |  |  |       |  |  |          |  |  |           |  |
|                                                                 |                                                                    | Camilla Peretti, marchesa di Venafro                               | Francesco Pier Gentile Peretti Ricci      |  |  |       |  |  |          |  |  |           |  |
|                                                                 |                                                                    | Camilla Peretti, marchesa di Venafro                               | Marianna da Frontilio                     |  |  |       |  |  |          |  |  |           |  |
| Francesco Peretti di Montalto, II principe di Venafro           |                                                                    | Camilla Peretti, marchesa di Venafro                               |                                           |  |  |       |  |  |          |  |  |           |  |
|                                                                 | Francesco Cavazzi della Somaglia, IV conte e barone della Somaglia | Giovanni Cavazzi della Somaglia, III conte e barone della Somaglia |                                           |  |  |       |  |  |          |  |  |           |  |
|                                                                 | Francesco Cavazzi della Somaglia, IV conte e barone della Somaglia | Giovanni Cavazzi della Somaglia, III conte e barone della Somaglia |                                           |  |  |       |  |  |          |  |  |           |  |
|                                                                 | Francesco Cavazzi della Somaglia, IV conte e barone della Somaglia | Bianca Landriani                                                   |                                           |  |  |       |  |  |          |  |  |           |  |
| Alfonso Cavazzi della Somaglia, V conte e barone della Somaglia | Francesco Cavazzi della Somaglia, IV conte e barone della Somaglia |                                                                    |                                           |  |  |       |  |  |          |  |  |           |  |
|                                                                 |                                                                    | Margherita Trivulzio                                               | Giorgio Trivulzio, signore di Melzo       |  |  |       |  |  |          |  |  |           |  |
|                                                                 |                                                                    | Margherita Trivulzio                                               | Giorgio Trivulzio, signore di Melzo       |  |  |       |  |  |          |  |  |           |  |
|                                                                 |                                                                    | Margherita Trivulzio                                               | Caterina Trivulzio                        |  |  |       |  |  |          |  |  |           |  |
| Margherita Cavazzi della Somaglia                               |                                                                    | Margherita Trivulzio                                               |                                           |  |  |       |  |  |          |  |  |           |  |
|                                                                 |                                                                    | Pedro Fernandez de Cabrera y Bobadilla, conte di Chinchon          | Fernando de Cabrera, conte di Chinchon    |  |  |       |  |  |          |  |  |           |  |
|                                                                 |                                                                    | Pedro Fernandez de Cabrera y Bobadilla, conte di Chinchon          | Fernando de Cabrera, conte di Chinchon    |  |  |       |  |  |          |  |  |           |  |
|                                                                 |                                                                    | Pedro Fernandez de Cabrera y Bobadilla, conte di Chinchon          | Teresa de la Cueva                        |  |  |       |  |  |          |  |  |           |  |
| Marianna de la Cerda y Bobadilla                                |                                                                    | Pedro Fernandez de Cabrera y Bobadilla, conte di Chinchon          |                                           |  |  |       |  |  |          |  |  |           |  |
|                                                                 |                                                                    | Mencia de Mendoza                                                  | Diego Hurtado de Mendoza, conte di Melito |  |  |       |  |  |          |  |  |           |  |
|                                                                 |                                                                    | Mencia de Mendoza                                                  | Diego Hurtado de Mendoza, conte di Melito |  |  |       |  |  |          |  |  |           |  |
|                                                                 |                                                                    | Mencia de Mendoza                                                  | Ana de la Cerda, signora di Miedes        |  |  |       |  |  |          |  |  |           |  |
|                                                                 |                                                                    | Mencia de Mendoza                                                  |                                           |  |  |       |  |  |          |  |  |           |  |

## Genealogia episcopale e successione apostolica
La genealogia episcopale è:
- Cardinale Guillaume d'Estouteville, O.S.B.Clun.
- Papa Sisto IV
- Papa Giulio II
- Cardinale Raffaele Riario
- Papa Leone X
- Papa Paolo III
- Cardinale Francesco Pisani
- Cardinale Alfonso Gesualdo
- Papa Clemente VIII
- Cardinale Pietro Aldobrandini
- Cardinale Laudivio Zacchia
- Papa Innocenzo X
- Cardinale Francesco Peretti di Montalto

La successione apostolica è:
- Vescovo Francesco Gisulfo e Osorio (1650)
- Vescovo Andrea Lanfranchi, C.R. (1651)
- Vescovo Benedetto Geraci (1651)
- Arcivescovo Francisco de Rojas-Borja y Artés (1653)
- Cardinale Federico Borromeo (1654)